# Cristiano da Silva
Cristiano da Silva (phát âm tiếng Bồ Đào Nha: [kɾisˈtʃjɐnu dɐ ˈsiwvɐ]; sinh ngày 12 tháng 1 năm 1987 in Campo Mourão) còn được biết với tên Cristiano, is a Brazilian football player cho Kashiwa Reysol.

## Sự nghiệp
Anh bắt đầu chơi bóng cùng với Adap Galo. Đội bóng chuyên nghiệp đầu tiên của anh là Coritiba năm 2005. Sau khi thi đấu cho nhiều đội khác nhau, anh đến Metropolitano. Anh được gửi đi theo dạng cho mượn đến Chapecoense và Juventude. Năm 2011, anh ký một bản hợp đồng với Red Bull Salzburg. Ngày 11 tháng 12 năm 2012 có thông báo rằng Cristiano sẽ gia nhập Tochigi SC theo dạng cho mượn cho mùa giải 2013. Năm 2014, anh gia nhập Ventforet Kofu.

## Thống kê sự nghiệp
Cập nhật đến ngày 23 tháng 2 năm 2016.
| Chapecoense          | 2009                | 13           | 1            | -                     | -                     | 13            | 1             |         |           |         |           |
| Juventude            | 2010                | 7            | 1            | 0                     | 0                     | 7             | 1             |         |           |         |           |
| Juventude            | 2011                | 9            | 6            | -                     | -                     | 9             | 6             |         |           |         |           |
| Brasil               | Brasil              | 29           | 8            | 0                     | 0                     | 29            | 8             |         |           |         |           |
| Câu lạc bộ           | Mùa giải            | Giải vô địch | Giải vô địch | Austrian Cup          | Austrian Cup          | UEFA          | UEFA          | Tổng    | Tổng      |         |           |
| Câu lạc bộ           | Mùa giải            | Số trận      | Bàn thắng    | Số trận               | Bàn thắng             | Số trận       | Bàn thắng     | Số trận | Bàn thắng |         |           |
| FC Red Bull Salzburg | 2011-12             | 15           | 3            | 3                     | 0                     | -             | -             | 18      | 3         |         |           |
| FC Red Bull Salzburg | 2012-13             | 0            | 0            | 1                     | 1                     | 2             | 1             | 3       | 2         |         |           |
| Austria              | Austria             | 15           | 3            | 4                     | 1                     | 2             | 1             | 21      | 5         |         |           |
| Câu lạc bộ           | Mùa giải            | Giải vô địch | Giải vô địch | Cúp Hoàng đế Nhật Bản | Cúp Hoàng đế Nhật Bản | J. League Cup | J. League Cup | Châu Á  | Châu Á    | Tổng    | Tổng      |
| Câu lạc bộ           | Mùa giải            | Số trận      | Bàn thắng    | Số trận               | Bàn thắng             | Số trận       | Bàn thắng     | Số trận | Bàn thắng | Số trận | Bàn thắng |
| Tochigi SC           | 2013                | 40           | 16           | 1                     | 0                     | -             | -             | -       | -         | 41      | 16        |
| Ventforet Kofu       | 2014                | 32           | 5            | 3                     | 1                     | 5             | 6             | -       | -         | 40      | 12        |
| Kashiwa Reysol       | 2015                | 34           | 14           | 3                     | 4                     | 2             | 0             | 10      | 3         | 49      | 21        |
| Kashiwa Reysol       | 2016                | 22           | 11           | 0                     | 0                     | 4             | 0             | 0       | 0         | 26      | 11        |
| Kashiwa Reysol       | 2017                | 33           | 12           | 4                     | 4                     | 2             | 0             | 0       | 0         | 39      | 16        |
| Nhật Bản             | Nhật Bản            | 161          | 58           | 11                    | 9                     | 13            | 6             | 10      | 3         | 195     | 76        |
| Tổng cộng sự nghiệp  | Tổng cộng sự nghiệp | 205          | 69           | 15                    | 10                    | 11            | 6             | 12      | 4         | 245     | 89        |

## Danh hiệu
- Austrian Champion: 2012
- Austrian Cup: 2012